# 신사동 (강남구)
신사동(新沙洞)은 대한민국 서울특별시 강남구에 있는 법정동 또는 행정동이다. 이 문서는 행정동 신사동을 중심으로 서술한다.
신사동은 압구정동, 논현1동, 논현2동, 서초구 잠원동과 맞닿아 있으며, 강 건너의 용산구 한남동, 성동구 옥수동과도 경계를 이루고 있다.

## 이름의 유래
신사동은 한강변의 자연부락 이름인 새말(新村)과 사평(沙平里)에서 따서 만든 명칭이다.

## 연혁
- 조선시대 - 경기도 광주군 언주면 신촌(새말), 사평리
- 1963년 1월 1일 - 광주군 언주면 신사리가 서울로 편입
- 1970년 5월 18일 - 사평동이 신사동으로 개칭
- 1973년 7월 1일 - 서울시 성동구 영동출장소 관할
- 1975년 10월 1일 - 강남구 승격 및 일부 구역 조정
- 1977년 9월 1일 - 강남구 신사동에서 논현동 분동
- 1980년 7월 1일 - 강남구 신사동에서 압구정동 분동

## 특징
강남의 관문으로서 유동인구가 많다. 래미안아파트, 신성아파트 등의 아파트, 그리고 다수의 단독주택과 연립이 밀집해있으며, 근접한 압구정동에 현대백화점과 갤러리아백화점 등의 상가가 형성되어 있다. 한강 시민공원이 있다. 강남구의 서단이 신사동 490번지이다.

## 철도
- 서울 지하철 3호선 압구정역, 신사역

## 같이 보기
- 강남구
- 압구정동
- 잠원동